# Đường cao tốc Cầu Giẽ – Ninh Bình
Đường cao tốc Cầu Giẽ – Ninh Bình (ký hiệu toàn tuyến là CT.01, hay còn gọi là đường cao tốc Cầu Giẽ – Cao Bồ) là đoạn đường cao tốc thuộc hệ thống đường cao tốc Bắc – Nam phía Đông qua địa phận thành phố Hà Nội và tỉnh Ninh Bình.

## Vị trí
Tuyến đường có chiều dài toàn tuyến là 50 km, trong đó đoạn qua Hà Nội dài 6 km và đoạn qua Ninh Bình dài 44 km; điểm đầu là km 210 tại nút giao Quốc lộ 1, thuộc xã Đại Xuyên, Hà Nội, tiếp nối với đường cao tốc Pháp Vân – Cầu Giẽ; điểm cuối là km 260 + 30 tại nút giao Cao Bồ liên kết với Quốc lộ 10, đoạn nối Ninh Bình – Phát Diệm thuộc địa phận xã Ý Yên, Ninh Bình, nối tiếp với đường cao tốc Cao Bồ – Mai Sơn.

## Thiết kế
Tuyến đường này có mặt cắt ngang cho 6 làn xe, giai đoạn 1 xây dựng 4 làn xe và 2 làn dừng khẩn cấp; giai đoạn hoàn chỉnh nâng cấp lên 10 làn xe, 2 làn dừng khẩn cấp đối với đoạn Cầu Giẽ – Phú Thứ, và 6 làn xe, 2 làn dừng khẩn cấp đối với đoạn Phú Thứ – Cao Bồ; tốc độ xe chạy thiết kế 120 km/h. Ngoài bề rộng mặt đường 22 m; mỗi làn xe rộng 3,75 m; đường có dải phân cách ở giữa, 2 làn dừng khẩn cấp, dải an toàn và lề đường trồng cỏ; các cầu vượt trên tuyến được thiết kế với 6 làn xe, trong giai đoạn đầu sẽ chỉ khai thác với 4 làn xe phù hợp với bề rộng của nền đường, 2 làn còn lại sẽ sử dụng khi toàn tuyến của đường cao tốc được mở rộng lên 6 làn xe hoàn chỉnh.

## Xây dựng

### Thi công
Tuyến cao tốc này có tổng vốn đầu tư là 8.974 tỷ đồng, trong đó vốn điều lệ của Tổng công ty Đầu tư phát triển đường cao tốc Việt Nam (VEC CORPORATION) – doanh nghiệp trực thuộc Bộ Giao thông Vận tải là 1.000 tỷ đồng, còn lại là vốn phát hành trái phiếu công trình và các nguồn vốn khác.

#### Thông xe
Ngày 13 tháng 11 năm 2011, tuyến đường được thông xe kỹ thuật đoạn từ Cầu Giẽ đến nút giao Liêm Tuyền (Ninh Bình) và đến ngày 30 tháng 6 năm 2012 thì thông xe kỹ thuật đoạn còn lại từ nút giao Liêm Tuyền đến nút giao Cao Bồ.

## Chi tiết tuyến đường

Bảng thông tin tốc độ cao tốc (Trên thực tế tuyến đường vẫn còn sử dụng biển báo theo quy chuẩn cũ)

### Làn xe
- 4 làn xe và 2 làn dừng khẩn cấp

### Chiều dài
- Toàn tuyến: 50 km

### Tốc độ giới hạn
- Tối đa: 120 km/h, Tối thiểu: 60 km/h

## Lộ trình chi tiết
- IC - Nút giao, JCT - Điểm lên xuống, SA - Khu vực dịch vụ (Trạm dừng nghỉ), TN - Hầm đường bộ, TG - Trạm thu phí, BR - Cầu
- Đơn vị đo khoảng cách là km.

| Số                                                     | Tên                                                    | Khoảng cách từ đầu tuyến                               | Kết nối                                                | Ghi chú                                                                       | Vị trí                                                 | Vị trí                                                 |
| Kết nối trực tiếp với Đường cao tốc Pháp Vân – Cầu Giẽ | Kết nối trực tiếp với Đường cao tốc Pháp Vân – Cầu Giẽ | Kết nối trực tiếp với Đường cao tốc Pháp Vân – Cầu Giẽ | Kết nối trực tiếp với Đường cao tốc Pháp Vân – Cầu Giẽ | Kết nối trực tiếp với Đường cao tốc Pháp Vân – Cầu Giẽ                        | Kết nối trực tiếp với Đường cao tốc Pháp Vân – Cầu Giẽ | Kết nối trực tiếp với Đường cao tốc Pháp Vân – Cầu Giẽ |
| ------------------------------------------------------ | ------------------------------------------------------ | ------------------------------------------------------ | ------------------------------------------------------ | ----------------------------------------------------------------------------- | ------------------------------------------------------ | ------------------------------------------------------ |
| 1                                                      | IC Đại Xuyên                                           | 211.7                                                  | Quốc lộ 1 Đường tỉnh 428                               | Đầu tuyến đường cao tốc Không có lối ra theo hướng đi Cầu Giẽ                 | Hà Nội                                                 | Đại Xuyên                                              |
| TG                                                     | Trạm thu phí Đại Xuyên                                 | 212.4                                                  |                                                        | Bị đóng vĩnh viễn                                                             | Hà Nội                                                 | Đại Xuyên                                              |
| BR                                                     | Cầu Sông Giẽ                                           | ↓                                                      |                                                        | Vượt sông Châu Giang                                                          | Ranh giới Hà Nội – Ninh Bình                           | Ranh giới Hà Nội – Ninh Bình                           |
| 2                                                      | IC Vực Vòng                                            | 219.3                                                  | Quốc lộ 38                                             |                                                                               | Ninh Bình                                              | Đồng Văn                                               |
| 3                                                      | IC Phú Thứ                                             | 226.5                                                  | Quốc lộ 1 Đường vành đai 5 (Hà Nội)                    | Đang thi công                                                                 | Ninh Bình                                              | Ranh giới Tiên Sơn – Hà Nam                            |
| TN                                                     | Hầm chui nút giao Phú Thứ                              | ↓                                                      |                                                        |                                                                               | Ninh Bình                                              | Ranh giới Tiên Sơn – Hà Nam                            |
| SA                                                     | Trạm dừng nghỉ Tiên Hiệp                               | 227.7                                                  |                                                        |                                                                               | Ninh Bình                                              | Hà Nam                                                 |
| 4                                                      | IC Liêm Tuyền                                          | 231.8                                                  | Quốc lộ 21B                                            | Kết nối với Đường cao tốc Phủ Lý – Nam Định và Đường cao tốc Chợ Bến – Yên Mỹ | Ninh Bình                                              | Liêm Tuyền                                             |
| BR                                                     | Cầu vượt Quốc lộ 21                                    | ↓                                                      |                                                        | Vượt Quốc lộ 21 và Đường sắt Bắc Nam                                          | Ninh Bình                                              | Liêm Tuyền                                             |
| 5                                                      | IC Liêm Sơn                                            | 241.3                                                  | Quốc lộ 1 Đường tỉnh 495B                              | Đang thi công                                                                 | Ninh Bình                                              | Thanh Bình                                             |
| 6                                                      | IC Cao Bồ                                              | 260.2                                                  | Quốc lộ 10                                             | Trạm thu phí Cao Bồ Thu phí liên thông với đường cao tốc Pháp Vân – Cầu Giẽ   | Ninh Bình                                              | Ý Yên                                                  |
| Kết nối trực tiếp với Đường cao tốc Cao Bồ – Mai Sơn   |                                                        |                                                        |                                                        |                                                                               |                                                        |                                                        |
| 1.000 mi = 1.609 km; 1.000 km = 0.621 mi               |                                                        |                                                        |                                                        |                                                                               |                                                        |                                                        |